# Brad Bird
Phillip Bradley (Brad) Bird (Kalispell (Montana), 11 september 1957) is een Amerikaans filmregisseur, scenarioschrijver, animator en stemacteur. Hij is vooral bekend als regisseur van de Disney/Pixar-films The Incredibles en Ratatouille, die hem beide een Academy Award voor beste animatiefilm opleverden.

## Biografie

### Jonge jaren
Op 11-jarige leeftijd nam hij deel aan een rondleiding bij de Walt Disney Studios, waarbij hij aankondigde op een dag voor Disney te willen werken. Niet lang hierna begon hij te werken aan zijn eigen 15-minuten durende animatiefilmpje. Hij vertoonde deze aan een tekenstudio, die zeer onder de indruk was.
Op 14-jarige leeftijd werd Bird opgezocht door tekenaar Milt Kahl; een van Disney's Nine Old Men. Kahl besloot Bird op weg te helpen tekenaar te worden. Na zijn studie aan de Corvallis High School te hebben voltooid in 1975, nam Bird drie jaar pauze. Daarna kreeg hij een studiebeurs van Disney om te gaan studeren aan de California Institute of the Arts. Hier leerde hij Pixar-medeoprichter John Lasseter kennen.

### Carrière
Na te zijn afgestudeerd aan California Institute of the Arts begon Bird voor Disney te werken. Zijn periode bij Disney was echter maar van korte duur. Kort na de voltooiing van de film Frank en Frey in 1981 verliet hij de studio.
Bird ging zich bezighouden met animatieseries. Zo was hij bedenker en co-producent van de aflevering Family Dog uit Steven Spielbergs serie Amazing Stories. Bird schreef hiernaast het script voor de film *batteries not included. In 1989 ging Bird werken bij Klasky Csupo, alwaar hij meewerkte aan de ontwikkeling van The Simpsons. In 1990 regisseerde hij voor deze serie de aflevering "Krusty Gets Busted". Verder werkte hij enkele jaren achter de schermen aan de serie.
Bird werkte mee aan meer bekende animatieseries zoals The Critic en King of the Hill. In 1999 regisseerde hij voor Warner Brothers de animatiefilm The Iron Giant. Hoewel critici de film prezen, viel de opbrengst tegen. De film bracht Bird wel onder de aandacht bij zijn oude vriend John Lasseter, die inmiddels het bedrijf Pixar Animation Studios had opgericht. Hij nodigde Bird uit om voor Pixar te komen werken. Hier bedacht Bird het script voor The Incredibles. Het script werd goedgekeurd en Bird mocht de film regisseren. Hij sprak voor de film ook de stem in van het personage Edna Mode.
De film werd Birds eerste grote succes, en leverde hem zijn eerste Academy Award voor beste animatiefilm op.
Halverwege 2005 werd Bird opnieuw benaderd door Pixar voor zijn hulp bij de film Ratatouille. Bird nam voor deze film de regie over van Jan Pinkava. Net als The Incredibles werd Ratatouille een groot succes, en leverde Bird opnieuw een Academy Award op.
Voordat hij zijn aandacht vestigde op Ratatouille, begon Bird te werken aan een verfilming van James Dalessandro's roman 1906. Dit zou zijn eerste live-action project worden. In maart 2008 zette Bird zijn werk aan deze film voort. Ook regisseerde Bird Mission: Impossible – Ghost Protocol.

## Filmografie

### Animator
- Animalympics (1980)
- Frank en Frey (1981)
- The Plague Dogs (1982)

### Regisseur
- Family Dog (1987)
- The Iron Giant (1999)
- The Incredibles (2004)
- Jack-Jack Attack (2005)
- Ratatouille (2007)
- Mission: Impossible - Ghost Protocol (2011)
- Project T (2015)
- The Incredibles 2 (2018)

### Scenarioschrijver
- Family Dog (1987)
- *batteries not included (1987)
- The Iron Giant (1999)
- The Incredibles (2004)
- Ratatouille (2007)
- Project T (2015)
- The Incredibles 2 (2018)

### Stemacteur
- The Incredibles (2004) - Edna Mode
- Ratatouille (2007) - Ambrister Maron
- Jurassic World (2015) - Omroeper van de monorail
- The Incredibles 2 (2018) - Edna Mode